# De bloedbroeder
De bloedbroeder is het driehonderdachtentwintigste stripverhaal uit de reeks van Suske en Wiske, geschreven door Peter Van Gucht. Het verhaal is niet voorgepubliceerd. De eerste albumuitgave was in juni 2013. 
Het verhaal is speciaal gemaakt voor Sanquin in het kader van Wereld Bloeddonordag. Het album werd onder andere gratis uitgedeeld onder bloeddonoren. Het stripboek is dus geen onderdeel van de Vierkleurenreeks en heeft als zodanig dan ook geen albumnummer gekregen.

## Locaties
Het verhaal speelt geheel in Nederland en België. Onder andere het huis van Krimson en het ziekenhuis zijn belangrijke locaties. Het eiland Amoras komt op het einde ook even aan bod.

## Personages
De personages in het verhaal zijn:
- Suske, Wiske, Lambik, tante Sidonia, Jerom, professor Barabas, Krimson, Achiel, Knurft, Graaf d’Hemoglobine, ziekenhuispersoneel.

## Uitvindingen
In dit album spelen de volgende uitvindingen van professor Barabas een rol:
- de gyronef, knoflookgranaten en een zonlichtgeweer

## Het verhaal
Krimson kampt met een zware depressie, en heeft geen zin meer om misdaden te begaan. Zijn butler Achiel, die vroeger psychologie heeft gestudeerd, besluit hem te helpen. Krimson vertelt Achiel hoe hij in zijn jeugd altijd graag een held wilde worden, maar het slechte pad opging omdat zijn vader nooit tevreden over hem was. Achiel concludeert dat Krimson zijn depressie te boven kan komen door zijn oude droom te verwezenlijken.
Om de held te worden wil Krimson het grootste kwaad verslaan, maar aangezien hij dat zelf al is besluit hij een nieuw, groter kwaad te maken. Hij wil een oude vampier genaamd Graaf d’Hemoglobine, die eeuwen terug werd gedood en wiens as nu in het bezit van Krimson is, weer tot leven brengen zodat hij hem kan bevechten. Krimson stuurt zijn handlanger Knurft op pad om het mensenbloed te bemachtigen dat nodig is voor het ritueel, maar wanneer Knurft hier niet in slaagt neemt hij in plaats daarvan een emmer varkensbloed mee. Door het gebruik van het varkensbloed komt de graaf weliswaar weer tot leven, maar in de gedaante van een antropomorf varken. Denkend dat Krimson hem opzettelijk in deze gedaante heeft laten herrijzen, besluit de graaf Krimson eerst het leven flink zuur te maken en vervolgens uit de weg te ruimen.
De graaf begint met mensen te bijten en al zijn slachtoffers worden eveneens varkensachtige vampieren die allemaal opgenomen moeten worden in het ziekenhuis. Bovendien laat hij iedereen denken dat Krimson achter de aanslagen zit, waardoor een woedende menigte een klopjacht op Krimson begint. Professor Barabas wordt benaderd door de overheid om een geneesmiddel te vinden voor de slachtoffers. Terwijl hij en tante Sidonia hieraan werken, gaan Suske, Wiske, Jerom en Lambik gewapend met onder andere knoflookgranaten en een zonlichtgeweer (wapens die Barabas ooit in opdracht van de Roemeense regering had gemaakt) op jacht naar de graaf. 
Professor Barabas vindt een geneesmiddel dat, indien het wordt toegediend samen met nog zuiver donorbloed, de verandering van mens naar vampier kan terugdraaien. Ondertussen vinden Suske, Wiske, Lambik en Jerom de graaf, maar deze blijkt te sterk voor hen en Suske wordt gebeten. Hij wordt naar het ziekenhuis gebracht om het medicijn te krijgen, maar eenmaal daar blijkt hij een tot dusver onbekende bloedgroep te hebben; AB extreem positief. Daar is geen donorbloed van voorradig en dus kan hij het medicijn niet krijgen. Zonder het medicijn zal de verandering tot vampier doorgaan en hem uiteindelijk fataal worden. Na enig speurwerk blijkt er slechts één ander iemand te zijn met dezelfde bloedgroep; Krimson.
Jerom en Lambik haasten zich naar het huis van Krimson, maar die is reeds gevlucht samen met Achiel. Jerom en Lambik zetten de achtervolging, vangen Krimson op de snelweg, en brengen hem naar het ziekenhuis. Ze kunnen hem wettelijk echter niet dwingen om bloed te geven, en Krimson weigert mee te werken tenzij hij een vliegtuig krijgt om te ontsnappen. Met tegenzin geven Jerom en Barabas hem de gyronef. Eenmaal in de lucht blijkt dat Krimson niet van plan is het bloed te geven. Wiske, die het zaakje al niet vertrouwde en als verstekeling is meegegaan met de Gyronef, smeekt Krimson om hulp, maar deze blijft weigeren. Dan herinnert Achiel Krimson echter aan zijn jeugddroom; als Krimson zijn eigen kwade persoonlijkheid kan overwinnen en Suske redt, is hij eindelijk de held die hij wilde worden en zal hij zijn depressie te boven komen. 
Krimson voert een hevige innerlijke strijd met zichzelf, en overwint zijn kwade ik. Hij zal Suske zijn bloed geven. Dan dringt Graaf d’Hemoglobine de Gyronef binnen om zijn wraak op Krimson te voltooien. Wiske duwt hem echter weer naar buiten en terwijl ze samen naar beneden vallen doodt ze hem met een houten staak. De vampier verdwijnt in het niets en Wiske zelf wordt tijdig opgevangen door Suske, die al grotendeels veranderd is in een vampier. Jerom kan nog net ingrijpen voor Suske Wiske bijt.
Een paar dagen later is Suske genezen en Krimson wordt voor zijn heldendaad uitgeroepen tot ereburger van zijn geboortedorp Dievegem. Op de dag van de ceremonie komt hij echter niet opdagen, maar berooft in plaats daarvan de bank en vertrekt met Achiel naar een tropisch eiland. Zijn depressie is weg en hij kan weer zijn oude, slechte zelf zijn.

## Achtergronden bij de uitgaven
- Het album bevat behalve bovenstaand verhaal ook 8 pagina’s met informatie over Sanquin en bloeddonaties in het algemeen.